# Липень 2005
Липень 2005 — сьомий місяць 2005 року, що розпочався у п'ятницю 1 липня та закінчився у неділю 31 липня.

## Події
- 6 липня:
  - У рамках 117-й сесії Міжнародного олімпійського комітету у Сингапурі оголошено, що Лондон прийме XXX Олімпіаду в 2012 році. За це право боролися п'ять міст — Москва, Париж, Лондон, Мадрид і Нью-Йорк.
  - Відкриття триденного 31-го саміту Великої вісімки в Единбурзі (Шотландія).
- 10 липня — люксембурзький референдум щодо Конституції Європейського Союзу.
- 22 липня — Microsoft дала назву нової версії своєї операційної системи — «Windows Vista», раніше відомої під кодовою назвою Longhorn.
- 29 липня — оголошено про відкриття трьох нових великих об'єктів пояса Койпера, один з яких (2003 UB313) перевищує за розмірами Плутон.